# Carey Loftin
Carey Loftin (ou William Carey Loftin) est un cascadeur américain né le 31 janvier 1914 à Blountstown, Floride, et mort le 4 mars 1997 à Huntington Beach, Californie.

## Biographie
Cascadeur pour le cinéma et la télévision, il était notamment renommé pour son expertise en matière de conduite. Ses performances ont été utilisées dans des dizaines de productions hollywoodiennes pendant près de cinquante ans.
De sa filmographie, on peut retenir le téléfilm Duel, dans lequel il interprète le mystérieux conducteur du camion dont on ne voit jamais le visage.
Polyvalent et travailleur, Carey Loftin s'illustre également devant la caméra à travers plus de soixante-dix rôles mineurs. Sa longue carrière s'achève en 1991, date à laquelle il prend sa retraite. Il meurt 6 ans plus tard de causes naturelles.

## Filmographie sélective
- 1968 : Un amour de Coccinelle
- 1968 : Bullitt
- 1971 : Point limite zéro
- 1971 : Les diamants sont éternels
- 1971 : French Connection
- 1971 : Duel (téléfilm, où il est crédité comme Gary Loftin)
- 1974 : Le Canardeur
- 1974 : Sugarland Express
- 1975 : White Line Fever